# Olszynki (Wronki)
Olszynki – osiedle położone w północno-wschodniej części Wronek.
Olszynki to rekreacyjna, prawobrzeżna część miasta w której znajduje się amfiteatr i boisko Orlik.  